# Панское (озеро)
Па́нское или Джарылгач (укр. Панське, крымскотат. Pan gölü, Пан голю) — 3-е по площади озеро Черноморского района и 4-е — Тарханкутского полуострова, расположенное на западе центральной части Черноморского района (Крым). Площадь — 5,2 км². Тип общей минерализации — горько-солёное (традиционно считается, но в действительности солёное). Происхождение — лиманное. Группа гидрологического режима — бессточное.
Сейчас для озера более подходящим статусом может быть не озеро, а техногенный залив: в 1978 году в результате строительства порта в пересыпи, отделяющей озеро (внутренние воды) от Ярылгачской бухты Чёрного моря (внешние воды), был прорыт канал (с фарватером), соединив озеро с Чёрным морем.

## Об озере
Длина — 4,5 км. Ширина средняя — 1,2 км, наибольшая — 2,15 км. Глубина наибольшая — 1,05 м. Входит в Тарханкутскую группу озёр. Панское представляет собой небольшое грязе-солёное озеро, расположенное в центральной части Черноморского района Крыма. Глубина 0,8 м. Дно озера покрыто 5-35-сантиметровым слоем высокоминирализированной грязи. Ближайший населённый пункт — село Зайцево. На юго-западном берегу расположена птицеферма. Из-за повышения уровня в Ярылгачской бухте также увеличивается уровень озера Панское, вода доходит до дороги Т-01-07 и в связи с этим на 5-километровом участке вдоль озера были вставлены трубы для отвода вод от дорожного полотна на поля. Северо-восточная береговая линия абразивного типа. Среднегодовое количество осадков — менее 350 мм. Основной источник — воды Ярылгачской бухты, а впоследствии Чёрного моря. Иловые сульфидные грязи озера постановлением КМУ от 11.12.1996 г., № 1499; ДСТУ 878—93 отнесены к лечебным.

## История
На берегу расположен памятник архитектуры — комплекс усадеб Панское. Жителями Панского были представители автохтонного населения Эллады.
В 1978 году в связи с разработанным планом нового порта в пгт. Черноморское был прорыт 20-метровый фарватер (проход) в озеро Панское из Ярылгачской бухты на месте узкого перешейка. Новый порт построен в период 1979—1991 годах на северном берегу озера и получил название Черноморск, главенствующее над ним Публичное акционерное общество Государственное акционерное общество Черноморнефтегаз.